# Desa Jatihurip
Desa Jatihurip är en administrativ by i Indonesien.   Den ligger i provinsen Jawa Barat, i den västra delen av landet, 140 km sydost om huvudstaden Jakarta.